# Elżbieta Pleszczyńska
Elżbieta Pleszczyńska (ur. 20 marca 1933 w Woli Wydrzynej) – polska statystyk, profesor zwyczajny nauk matematycznych, działaczka społeczna na rzecz pomocy osobom z niepełnosprawnością.

## Dzieciństwo
Najmłodsze dziecko Ludwika Pleszczyńskiego i Róży z Gerliczów Pleszczyńskiej. Ojciec walczył o niepodległość, otrzymał krzyż Virtuti Militari, został komendantem straży ogniowej w Sulmierzycach, był wybrany do Rady Gminnej, Rady Powiatowej, Wydziału Powiatowego, a w 1938 roku także na posła Sejmu Rzeczypospolitej. Elżbieta miała dwóch braci, Stefana i Wacława, oraz siostrę Halinkę, która zmarła wkrótce po urodzeniu. Trzynastego dnia powstania warszawskiego jako jedenastoletnia dziewczynka trafiła do obozu w Pruszkowie, a potem do fabryki amunicji w Vöhrenbach w Schwarzwaldzie. Później wróciła do rodzinnych stron, jednak ze względu na to, że jej matka była dziedziczką majątku Wydrzynej Woli, po wojnie cała rodzina musiała uciekać. Wyjechali do Kępna, gdzie gościli u Zakrzewskich, rodziny dalekiego znajomego. Później zatrzymali się w Poznaniu. Kiedy w 1948 likwidowano Państwowe Nieruchomości Ziemskie, a pracowników wtrącano do więzienia, Ludwik Pleszczyński, będący dyrektorem okręgu lubuskiego, uniknął uwięzienia ze względu na ciężką operację i Pleszczyńscy wrócili do Warszawy.

## Działalność naukowa
Była jedną z pięciu osób z klasy maturalnej, które nie należały do ZMP. Dostała rekomendacje na studia tylko dzięki temu, że przygotowała do matury dwójkę słabszych uczniów.
W 1956 została magistrem matematyki na Uniwersytecie Warszawskim (Wydział Matematyki, Fizyki i Chemii). Po obronie wybrała pracę naukową, podobnie zresztą jak jeden z jej braci, Wacław Pleszczyński, późniejszy profesor Akademii Rolniczej w Lublinie.
W 1958 Elżbieta z małym dzieckiem zdołała uniknąć eksmisji z wynajmowanego w Warszawie pokoju. Dopiero w 1959 uzyskali mieszkanie kwaterunkowe.
Od 1956 do 1972 Pleszczyńska pracowała w Instytucie Matematycznym PAN, gdzie zajmowała się statystyką matematyczną. W 1965 obroniła tam u prof. Jana Oderfelda doktorat z dziedziny analizy dyskryminacyjnej (Moc testu a rozdzielność hipotez w projektowaniu badań statystycznych). Na przełomie lat 1967/8 odbyła czteromiesięczny staż naukowy na Uniwersytecie Walijskim, a na przełomie 1971/1972 sześciomiesięczny na Uniwersytecie Montrealskim. W 1973 obroniła w IMPAN habilitację (Problemy estymacji trendu w analizie statystycznej szeregów czasowych).
Następnie w 1973 przeniosła się do Instytutu Podstaw Informatyki PAN. W 1977, 1979 i 1989 wyróżniona nagrodą Sekretarza Naukowego PAN. W 1981 odwiedziła Włochy na zaproszenie Włoskiej Akademii Nauk. W 1993 została mianowana profesorem nauk matematycznych.
W latach 90., wraz z zespołem, zapoczątkowała nową gałąź analizy statystycznej – gradacyjną analizę danych. W 2000 została zaproszona na konsultacje na Uniwersytecie w Cambridge. Elżbieta Pleszczyńska została w 2001 roku zaliczona przez KBN do grona stu najwybitniejszych przedstawicieli polskiej informatyki. Co prawda wszystkie jej prace zawsze dotyczyły statystyki i eksploracji danych, jednak klasyfikacja dyscyplin naukowych KBN w ogóle nie uwzględniała takich dziedzin, więc z konieczności były one kierowane do działu „informatyka”, jako najbliższego eksploracyjnej analizie danych.
W Instytucie Podstaw Informatyki PAN prof. Pleszczyńska przez lata kierowała Zespołem Statystycznej Analizy Danych, aż do osiągnięcia wieku 70 lat, kiedy zgodnie z ustawą o PAN pracownik mianowany musi przejść na emeryturę. Mimo to nadal intensywnie zajmowała się pracą naukową.

### Poglądy naukowe
Prof. Pleszczyńska znana jest z krytyki klasycznego podejścia statystycznego. Klasyczne metody parametryczne, takie jak współczynnik korelacji Pearsona czy metoda najmniejszych kwadratów, dają rzetelny i porównywalny pomiar rzeczywistych zależności tylko dla porównywalnych typów rozkładu populacji (na ogół zakłada się wielowymiarowy rozkład normalny). Klasyczne parametryczne testy hipotez statystycznych także są wyprowadzane przy założeniu określonych rozkładów.
Metody te zawodzą w przypadku występowania elementów odstających, a ich wyniki powinny być odmiennie interpretowane przy rozkładach innych niż normalne. Założeń tych w praktyce się nie sprawdza, co więcej, nie są one nigdy spełnione – nie istnieje w realnym świecie rozkład normalny, gdyż każda cecha statystyczna jest ograniczona (nie ma ludzi o wzroście ujemnym, czy równym 2 km), podczas gdy rozkład normalny zakłada dodatnią gęstość prawdopodobieństwa dla dowolnej wartości rzeczywistej. W wielu przypadkach rozkład jest dodatkowo skośny lub dyskretny, co nie przeszkadza ludziom używać metod projektowanych dla rozkładu normalnego.
Metody parametryczne zwykle pracują więc na danych, których nie obejmowało ich matematyczne wyprowadzenie. Rozmiar tego odstępstwa od założeń może być zmierzony, jednak decyzja, jaki jego poziom jest akceptowalny, jest arbitralna i zwykle nie wynika z merytorycznych badań. Mimo to często korzysta się z wyników testów parametrycznych, co prowadzi do „naukowego” uzasadniania nienaukowych, z góry założonych wniosków.
Z tych powodów prof. Pleszczyńska jest zwolenniczką eksploracyjnej analizy danych oraz metod nie wymagających wstępnych założeń dotyczących rozkładów (rho Spearmana, tau Kendalla, gradacyjna analiza danych, itp.).

### Publikacje
Ważniejsze publikacje (wybór z kilkudziesięciu):
- Teresa Kowalczyk, Elżbieta Pleszczyńska, Fred Ruland: (red.) Grade Models and Methods for Data Analysis with Applications for the Analysis of Data Populations. Berlin Heidelberg New York: seria: Studies in Fuzziness and Soft Computing, vol. 151, Springer Verlag, 2004, s. 477. ISBN 3-540-21120-9. ISSN 1434-9222.
- Elżbieta Pleszczyńska, Wiesław Szczesny: Grade exploratory methods applied to some medical data sets. Biocybernetics and Biomedical Engineering, vol. 22, 1, 17–30, 2002. Brak numerów stron w książce
- Elżbieta Pleszczyńska, Wiesław Szczesny, Maria Grzegorek: Clustering Respondents in Clinical Databases Using Ordered Grade Clustering. Warszawa: w: Bobrowski L., Doroszewski J., Victor N. (red.), Lecture Notes of the ICB Seminars Statistics and Clinical Practice, International Center of Biocybernetics, 64–69, czerwiec 2002. Brak numerów stron w książce
- T. Bromek, E. Pleszczyńska: (red.) Statistical inference. Theory and practice.. Warszawa, Kluwer Dordrecht: PWN, 1991. Brak numerów stron w książce

## Działalność społeczna
Elżbieta Pleszczyńska była pomysłodawczynią oraz współzałożycielką we wrześniu 1990 Fundacji Pomocy Matematykom i Informatykom Niesprawnym Ruchowo. Była też sekretarzem Fundacji i jednym z głównych motorów jej działań.
21 marca 2001 Elżbieta Pleszczyńska opuściła zarząd Fundacji. 12 stycznia 2007 prof. Pleszczyńska ponownie weszła (jako sekretarz) do Rady Fundacji. Opuściła ją 29 czerwca 2009 roku.
28 stycznia 2010 z jej inicjatywy zarejestrowano nową organizację – Stowarzyszenie Matematyków i Informatyków z Niepełnosprawnościami i ich Przyjaciół „Integrał”. Prof. Pleszczyńska objęła w niej funkcję skarbnika.

## Życie prywatne
Matka dziennikarza Krzysztofa Leskiego (ojciec Kazimierz Leski) i babcia dwójki wnucząt Basi i Tadeusza. Mieszka na warszawskiej Woli.